# Бјенвил ла Пти
Бјенвил ла Пти (фр. Bienville-la-Petite) насеље је и општина у североисточној Француској у региону Лорена, у департману Мерт и Мозел која припада префектури Линевил.
По подацима из 2011. године у општини је живело 28 становника, а густина насељености је износила 15,3 становника/km². Општина се простире на површини од 1,83 km². Налази се на средњој надморској висини од 220 метара (максималној 280 m, а минималној 224 m).

## Демографија
| 1962. | 1968. | 1975. | 1982. | 1990. | 1999. | 2011. |
| ----- | ----- | ----- | ----- | ----- | ----- | ----- |
| 35    | 44    | 33    | 27    | 33    | 27    | 28    |

График промене броја становника у току последњих година